# Skellytown (Texas)
Skellytown es un pueblo ubicado en el condado de Carson en el estado estadounidense de Texas. En el Censo de 2010 tenía una población de 473 habitantes y una densidad poblacional de 343,93 personas por km².

## Geografía
Skellytown se encuentra ubicado en las coordenadas 35°34′16″N 101°10′23″O / 35.57111, -101.17306. Según la Oficina del Censo de los Estados Unidos, Skellytown tiene una superficie total de 1.38 km², de la cual 1.38 km² corresponden a tierra firme y (0%) 0 km² es agua.

## Demografía
Según el censo de 2010, había 473 personas residiendo en Skellytown. La densidad de población era de 343,93 hab./km². De los 473 habitantes, Skellytown estaba compuesto por el 93.87% blancos, el 0.42% eran afroamericanos, el 1.48% eran amerindios, el 1.06% eran asiáticos, el 0% eran isleños del Pacífico, el 1.06% eran de otras razas y el 2.11% pertenecían a dos o más razas. Del total de la población el 5.07% eran hispanos o latinos de cualquier raza.